# Sweet Dreams (Beyoncé Knowles-dal)
A Sweet Dreams Beyoncé Knowles hatodik kislemeze az I Am... Sasha Fierce című albumról. 2009. június 2-án debütált az amerikai rádiókban.

## Háttér
A dal 2008 tavaszán felkerült az internetre "Beautiful Nightmare" néven. Az album megjelenésekor a címét "Sweet Dreams"-re módosították. Hatodik kislemezként jelent meg, az eredetileg tervezett "Broken-Hearted Girl" helyett. A dal szerepel Knowles Crystal Geyser reklámjában.

## Videóklip
A videót Adria Petty rendezte, (ő rendezte Duffy "Mercy" című videóját is) melyet Brooklynban forgattak le.